# Zhírnovsk
Zhírnovsk (ruso: Жи́рновск) es una ciudad rusa, capital del raión homónimo en la óblast de Volgogrado.
En 2021, la ciudad tenía una población de 15 555 habitantes. En su territorio no hay pedanías.
Se ubica a orillas del río Medvéditsa, sobre la carretera 18A-1 que une Kalíninsk con Kamyshin. Al suroeste de esta carretera sale de aquí la 18K-5, que lleva a Rudnia y Yelán.

## Historia
La actual ciudad ocupa el lugar donde había dos pueblos (siola), cuya existencia se conoce en documentos desde el siglo XVIII, llamados "Zhírnoye" (Жи́рное) y "Kurakino" (Куракино). Ambos pueblos fueron colonizados por mordvinos, aunque también por rusos étnicos que les acompañaron desde los alrededores de Serdobsk, donde tenía un señorío el príncipe Kurakin, promotor de los nuevos asentamientos. Los dos pueblos formaban parte de la vólost de Nízhniaya Dóbrinka, en el uyezd de Kamyshin de la gobernación de Sarátov. En la primera mitad del siglo XX, ambos pueblos sumaban más de dos mil habitantes. En 1935, cuando se organizó territorialmente el krai de Stalingrado, los pueblos pasaron a formar parte de un raión con sede en Leméshkino. Se estableció en Zhírnoye la sede de un koljós, pero la explotación agrícola colectiva no resultó rentable y la zona comenzó a perder población.
La situación en esta zona rural cambió totalmente a partir de 1949, cuando se halló un yacimiento de petróleo en sus inmediaciones, dando lugar a la construcción de un posiólok para los trabajadores del yacimiento, llamado "Neftianikov" (Нефтяников). En 1950,  el selsoviet que formaban las tres localidades pasó a formar parte de un raión llamado "Medvéditski", que había sido creado ocho años antes para reorganizar una zona cercana que había pertenecido a la RASS de los Alemanes del Volga, y que tenía su sede en Liniovo. La población creció notablemente por la explotación del petróleo, y en 1954 se fusionaron las tres localidades en un asentamiento de tipo urbano llamado "Zhírnovski" (Жирновский), que en 1958 adoptó el estatus de ciudad y su actual topónimo. En 1959 se trasladó desde Liniovo hasta aquí la sede administrativa del raión, dando origen al actual raión de Zhírnovsk. La ciudad continuó desarrollándose por la extracción de petróleo y se abrieron aquí diversas industrias hasta la disolución de la Unión Soviética, por lo que en el censo de 1998 llegó a tener casi veinte mil habitantes.